# Noureddin Kianouri

Noureddin Kianouri, 1980

Noureddin Kianouri (persisch نورالدین کیانوری; * 1915 in Nūr; † 5. November 1999 in der Provinz Māzandarān) war ein iranischer Politiker und Stadtplaner. Kianouri war führendes Mitglied der kommunistischen Tudeh-Partei und von 1979 bis 1984 deren Generalsekretär.

## Leben
Noureddin Kianouri wurde 1915 in Baladeh, Nūr (Bezirk), Māzandarān Iran geboren. Seine Eltern waren Mirza Mehdi Nouri (Vater) und Zahra Soltani Khanum Nouri (Mutter), seine Großeltern Scheich Fazlollah Nuri und eine Tochter von Mirza Husain Noori Tabarsi. Noureddin Kianouri heiratete 1944 Maryam Firouz.
Nach seinem Abitur ging Kianouri nach Deutschland und studierte an der RWTH Aachen Bauingenieurwesen. Nach seiner Rückkehr in den Iran unterrichtete er an der Universität Teheran. 1945 gründete er gemeinsam mit mehreren anderen Architekten die Association of Iranian Architects, deren Mitglieder zunächst in Teheran und später in anderen Städten mit der Planung von Großwohnungsprojekten beauftragt wurden. Diese Wohnprojekte wurden zu einem Testfeld für die neue sozialistische Lebensweise. Er lehrte an der Universität Teheran.
Infolge des Staatsstreichs im Iran 1953 und des Verbots der Tudeh-Partei wurde Kianuori verhaftet. Nach zweijähriger Haft floh er aus dem Gefängnis, zunächst wegen Angst vor Stalin nicht in die Sowjetunion, sondern in den Irak und dann nach Italien. Dort erhielt er mit Hilfe der Partito Comunista Italiano eine neue Identität als Dr. Silvio Macetti (NK). Erst 1954 nach dem Tod von Josef Stalin floh Kianouri nach Moskau und zog später 1955 mit seiner Frau in die DDR.
Kianouri wurde wegen seiner Beteiligung an den teilweise gewalttätigen Demonstrationen gegen Schah Mohammad Reza Pahlavi und des Aufrufs zur Abschaffung der Monarchie und der Einführung der Republik in Abwesenheit zu 25 Jahren Zwangsarbeit verurteilt.
1955 übersiedelte Macetti nach Ost-Berlin. In seiner Abwesenheit wurde er vom Regime von Mohammad-Rezā Shāh Pahlavi vor Gericht gestellt und zu lebenslanger Zwangsarbeit verurteilt. In der DDR blieb er bis 1977, als er zum Generalsekretär der Iranischen Kommunistischen Partei gewählt wurde.

## Einige Zitate über wissenschaftliche Aktivitäten von Noureddin Kianouri (Silvio Macetti N.K.) in der DDR
Bruno Flierl schrieb: Mit diesem Anspruch fand ich in meinem Umfeld solidarisches Verständnis besonders bei Silvio Macetti, einem unter diesem Decknamen aus politischen Gründen aus dem Iran über die Sowjetunion in die DDR emigrierten Marxisten und Architekturwissenschaftler mit außerordentlichem Wissen und leidenschaftlichem Engagement für die Befreiung der Welt von Ausbeutung und Unterdrückung, nicht zuletzt in seinem eigenen Land. Deutsch beherrschte er ebenso gut wie viele andere Sprachen. Nicht zufällig war ihm in der DDR eine Arbeit im zentralen Bereich des Präsidenten der Bauakademie zugewiesen worden mit dem Thema "Städtebau Prognose". Silvio Macetti zog aus unseren Gesprächen weniger philosophische Schlüsse als ich, vielmehr den Antrieb zur Fertigung seiner eigenen Forschungsarbeit, die er 1970 beendete als "Skizze einer Problemstellung für die komplexe Ökonomie der baulich-räumlichen Umwelt im Rahmen der Gesamtökonomie der Stadt".
Die Kooperation mit ZNIITIA Moskau blieb auf der Ebene mündlicher Verständigung. Auf Anforderung von O. A. Schwidkowsky (Russisch: Олег Александрович Швидковский aus Moskau verfassten Silvio  Macetti und ich 1968 einen Brief mit unserer Auffassung zum damals breit diskutierten Buch "Stadt und Lebensweise" von G. A. Gradow (Russisch: Георгия Александровича Градова (1911—1984)).
Die Grabrede für Benny Heumann hielt ich am 13. Dezember. Letzte Worte für Klaus Wischnewski sprach ich am 17. Mai. Über Silvio Macetti und seine Arbeit in der DDR gab ich auf Nachfrage bei ihm eine kurz gefasste Auskunft. Eine ausführliche Würdigung seiner wissenschaftlichen Arbeit in der DDR und seiner internationalen politischen Aktivitäten zur Befreiung seiner iranischen Heimat vom Schah-System, nicht zuletzt eine Aufklärung über sein tragisches Ende im System der Ayatollas steht noch aus. Einige Texte habe ich lebenden Zeitgenossen gewidmet.
Neben Kaiser und Flierl war Macetti (Silvio Macetti N K) eine dritte wichtige Figur in den Debatten um sozialistische Megastrukturen in den 1960er Jahren in der DDR. Macetti trat nicht nur mit Fachaufsätzen in der DA (Zeitschrift Deutsche Architektur) als Experte auf diesem Gebiet hervor, sondern war auch ein gefragter Referent zu diesem Thema und wurde von Kaiser mehrfach ans WBI der HAB Weimar eingeladen. Macetti publizierte 1968 im Berliner Verlag für Bauwesen eine Monografie über »Großwohneinheiten« (Abb. 101).880 Sowohl die inhaltliche und zeitliche Nähe zu Kaisers Hügelhausprojekt als auch der Umstand, dass Kaiser und Macetti in regem Kontakt standen, erlauben eine vergleichende Betrachtung von Macettis theoretisch-historischen Ausführungen und Kaisers Entwürfen.
Oliver Sukrow, Doktorand am Institut für Europäische Kunstgeschichte der Ruprecht-Karls-Universität Heidelberg, schrieb: Nach einer Erörterung der »Ökonomie der Zeit und des Raumes« erläutert Macetti die Bestandteile einer sozialistischen Großwohneinheit und deren Merkmale. Mit der Präsentation verschiedener historischer und gegenwärtiger Beispiele für geplante und / oder realisierte Megastrukturen in Ost und West, in den USA, in Frankreich, der ČSSR und der UdSSR endet das Buch.882 Der Unterschied zwischen Großwohneinheiten im Kapitalismus und im Sozialismus sei, so Macetti, dass die Planer sozialistischer Megastrukturen »die sozialistische Wohnweise vor allem als gesellschaftliches Phänomen begreifen« und weniger als unternehmerische oder kommerzielle Angelegenheit und dass sie den Versuch unternähmen, »die gemeinschaftsfördernde Eigenschaft der Großwohneinheit für die Gestaltung des sozialistischen Gemeinschaftslebens auszunutzen«.

## Rückkehr in den Iran nach der Islamischen Revolution
Nach der Islamischen Revolution im Jahr 1979 kehrte das Paar in den Iran zurück und Kianouri wurde Generalsekretär der Tudeh-Partei. 1983 wurde die Tudeh-Partei erneut verboten.  Als Begründung diente der Vorwurf der Spionage für die Sowjetunion. Kianouri und seine Frau wurden verhaftet, und er wurde zu einem öffentlichen Geständnis im iranischen Fernsehen gezwungen. Nach seiner Freilassung Mitte der 1990er Jahre schrieb Kianouri einen offenen Brief, in dem er die Folterungen seiner Haftzeit und die seiner Ehefrau im Detail beschrieb.
Kianouri starb am 5. November 1999 in Māzandarān.

## Einige Artikel und Architekturbücher von Noureddin Kianouri (Silvio Macetti N K)
- 1938–39: Krankenhausbau für Iran, Der heutige Stand und die Neuordnung der Volksgesundheits- und Kranken-Fürsorge in Iran., Erscheinungsdatum: 1942[15]
- 1946: Reconstruction of Buildings in Soviet-Union. "Tajdid Sakhteman-haye Kharab Shode dar Etehad Jamahir Shoravi" Arshitekt, 1(2), 58-63. Tehran" (Реконструкция зданий в Советском Союзе После второй мировой войны 1941-44)[16].
- 1950: Buildings of "Health and Care" Noureddin Kianouri Tehran.
- 1960:  Медицинские центры и районные больницы Сильвио Масетти Н.К. (Нуреддин Киянури), Кумпан П. ,  Macetti S. und Kumpan P. Medizinskije zentry i rajonnyie bolnizy (Medizinische Zentren und Kreiskrankenhauser)
- 1961: „Forschungskomplex zur «Herausbildung sozialistischer Wohnverhältnisse und zur Entwicklung des Lebensraumes im entwickelten gesellschaftlichen System des Sozialismus»“ FDJ-Wettbewerb „Haus der Zukunft“ (1961) Bruno Flierl und „Silvio Macetti“ (Noureddin Kianouri), Freie Deutsche Jugend (FDJ) Architektenwettbewerb „Future house“ (1961).
- 1964: Das industrielle Bauen und die Gestaltung der Fassade, Erfahrungen aus dem Ausland, Noureddin Kianouri Under A Pseudonym of Dr. Ing. Silvio Macetti 7/1964 Deutsche Architektur VEB Verlag für Bauwesen Berlin(N.K.).
- 1965: "Grosswohneinheiten-Article" 10/1965 Deutsche Architektur VEB Verlag für Bauwesen Berlin, 1965, "Noureddin Kianouri" unter dem Pseudonym Dr. "Silvio Macetti".
- 1966: Zeit und Raum – Entscheidende Faktoren der künftigen Entwicklung der sozialistischen Architektur. In: Deutsche Architektur (1966), H. 1, S. 10–11 .
- 1956–1966: "Großwohneinheiten" Noureddin Kianouri Under A Pseudonym of "Macetti,Silvio. N.K." VEB für Bauwesen[17].
- 1967: "Konzeption NK — ein Vorschlag für den industriellen Wohnungsbau" Noureddin Kianouri under codename "Silvio Macetti" Deutsche Architektur 3/1967 .
- 1968: "Wohnhochhäuser" Noureddin Kianouri unter dem Pseudonym "Macetti, Silvio" Zeitschrift Deutsche Architektur 8/1968.
- 1968: "Probleme des Wohnungsbaus" Noureddin Kianouri unter dem Pseudonym "Macetti, Silvio" Zeitschrift Deutsche Architektur  10/1968
- 1968: "Berlinerinnen Und Berliner , Wohnen wir nur in der Wohnung? Silvio macetti, ND Archive Neues Deutschland, Ausgabe vom 19.10.1968 seite 13".
- 1968: Bruno Flierl Zusammen mit Silvio Macetti. Bemerkungen zu dem Buch „Stadt und Lebensweise“[18][19] von G.A. Gradow[20] (Moskau). 12. September 1968 1968/13[21]
- 1969: "Ein Aktuelles Problem-Grosswohneinheiten" Deutsche Architektur Band 18 ausgabe 7-12 Deutsche Bauakademie, Bund Deutsche Architekten, original von: Pennsylvania State University digitalisiert 21.sep.2010. "Noureddin Kianouri" unter dem Pseudonym Dr. "Silvio Macetti"
- 1969: Vgl. BArch, DY 34/10771, Bundesvorstand des FDGB Freier Deutscher Gewerkschaftsbund  – Abteilung Sozialpolitik, Gewerkschaftliche Sozialpolitik, Arbeits- und Lebensbedingungen, Wohnungsbau und Verteilung des Wohnraums: Grundsätzlicher Standpunkt der Gewerkschaften zu den perspektivischen und prognostischen wohnungspolitischen Aufgaben zur weiteren Entwicklung sozialistischer Wohnbedingungen. Thema 7 des Forschungsplanes des Bundesvorstandes des FDGB, Februar 1969, 173 Seiten, darin: Silvio Macetti, Standpunkt der Gewerkschaften zur Herausbildung sozialistischer Wohnverhältnisse und zur Entwicklung des Lebensraumes im entwickelten gesellschaftlichen System des Sozialismus, S. 41–90.
- 1970: "Die weitere Entwicklung der sozialistischen Lebensweise und das Problem des städtischen Personenverkehrs" Noureddin Kianouri unter dem Pseudonym "Silvio Macetti"
- 1970: Sozialistische Architektur kontra Konvergenztheorie, Heinz Heuer. Umfrage: Perspektiven der sozialistischen Architektur, Edmund Collein u. a. Bernhard Geyer, Noureddin Kianouri unter dem Pseudonym Dr. Silvio Macetti, Otto Patze Helmut Trauzettel. Zeitschrift Deutsche Architektur 8/1970 .
- 1971: Ökonomie der Stadt und komplexe Ökonomie des Städtebaus, "Noureddin Kianouri" unter dem Pseudonym Dr. "Silvio Macetti" Zeitschrift Deutsche Architektur 10/1971 .
- 1971: Сильвио Масетти - Крупные жилые комплексы Издание: Издательство литературы по строительству, Москва, 1971 Объем: 185 стр.
- 1972: Wo steht mein Bett im Jahre 2000? "Noureddin Kianouri" unter dem Pseudonym Dr. "Silvio Macetti" Zeitschrift "form+zweck"
- 1972: Ökonomie der Freizeit und Stadtgestalt — Silvio Macetti (Berlin) .
- 1968–1978: "Skizze einer Problemstellung für die Ausarbeitung einer Wissenschaftlichen Prognose der entscheidenden Entwicklungstendenzen des Städtebaus und der Architektur bis zum Jahre 2000 und darüber hinaus, Deutsche Bauakademie zu Berlin, Wissenschaftliche Direktion, Abteilung Prognose (unv. Mat.)", "Noureddin Kianouri" unter dem Pseudonym Dr. "Silvio Macetti".
- 1979: "Die komplexe Ökonomie der baulich-räumlichen Umwelt" Noureddin Kianouri unter dem Pseudonym Dr. "Silvio Macetti", DH2/21675 Bundes Archive.

## Belege
1. ↑  Dr.ir. Hamed Khosravi : The Double Life of N.K. collections and events at IISH. (Dr.ir. Hamed Khosravi is an architect, writer and educator. He was a research fellow at the IISG and a lecturer at the TU Delft Faculty of Architecture.)
2. ↑  Selbstbehauptung von Bruno Flierl, Abteilung : 1952 - In die Gesellschaft eingetreten, Produktive Jahre und Politische Konflikte
3. ↑  Олег Александрович Швидковский архитектор-конструктивист Александра Владимировича Швидковского, доктор искусствоведения, профессор, член-корреспондент Российской академии художеств
4. ↑  Bruno Flierl, Kritisch denken für Architektur und Gesellschaft. Arbeitsbiografie und Werkdokumentation 1948-2017, C2.1 13 Zusammen mit Silvio Macetti. Bemerkungen zu dem Buch „Stadt und Lebensweise“ von G.A. Gradow (Moskau). Brief nach Moskau, 12. September 1968, Macetti (N. K.), Silvio  53,  104,  124,  181
5. ↑  Kurzbiografie: Projekt Wohnhäuser, Kindergarten Moskau (Ausland), Projekt Erholungsheim, Ladenbauten, Garagen, Industriewerk Gagri UdSSR (Ausland), Lebensdaten: 07.09.1907 - 21.11.2000, Geburtsort: Genf, Berufsindex: Architekt
6. ↑  Kritisch denken für Architektur und Gesellschaft. Arbeitsbiografie und Werkdokumentation Dokumentenreihe des IRS Bruno Flierl, C-25 Auskunft über Silvio Macetti (N. K.), 2. März 2005
7. ↑  Wohnen.  Computer. :4.4.8. Exkurs: Macettis »Großwohneinheiten« (1968) als Blaupause für Kaisers Konzept?, Oliver Sukrow, Doktorand am Institut für Europäische Kunstgeschichte der Universität Heidelberg & Assistant Professor at Vienna Technical University, Seite 278
8. ↑  Ökonomie der Stadt und komplexe Ökonomie des Städtebaus, "Noureddin Kianouri" unter dem Pseudonym Dr. "Silvio Macetti" Zeitschrift Deutsche Architektur 10/1971
9. ↑  Wohnen.  Computer. :4.4.8. Exkurs: Macettis »Großwohneinheiten« (1968) als Blaupause für Kaisers Konzept?, Oliver Sukrow, Doktorand am Institut für Europäische Kunstgeschichte der Universität Heidelberg & Assistant Professor at Vienna Technical University, Seite 21
10. ↑  Wer nicht kämpft, wird erschossen. In: Der Spiegel. Nr. 23, 1984, S. 110–116 (online).
11. ↑  Cameron Hume: The United Nations, Iran, and Iraq: how peacemaking changed. Indiana University Press (May 1, 1994), S. 62.
12. ↑  Ali Gheissari, Seyyed Vali Reza Nasr: Democracy in Iran: history and the quest for liberty. Oxford University Press, (2006), S. 96.
13. ↑  Maziar Behrooz: Rebels with a Cause (2000), p.129
14. ↑  Death of Noureddin Kianouri. Statement of the CC of the Tudeh Party of Iran, November 6, 1999. In: The Guardian. 17. November 1999, archiviert vom Original am 25. Juli 2011 (englisch).
15. ↑  DNB KATALOG DER DEUTSCHEN NATIONALBIBLIOTHEK , http://d-nb.info/570443911 , Krankenhausbau für Iran, Kia-Nouri, Noureddin (Verfasser) , (51 gez. Bl. : mit eingekl. Abb., 2 Taf., 5 Pl. ; 4 [Maschinenschr.]) , Aachen, Techn. H., Diss., 1942 (Nicht f. d. Austausch) , Deutsch (ger) , , Erscheinungsdatum: [1942], Signatur: Di 1942 B 1158 Bereitstellung in Leipzig, Inhaltsverzeichnis : https://d-nb.info/570443911/04
16. ↑  Reconstruction of Buildings in Soviet-Union. "Tajdid Sakhteman-haye Kharab Shode dar Etehad Jamahid Shoravi" Arshitekt, 1(2), 58-63. Tehran" Article Unveiling Iranian courtyard house: the example of Kuy-e Chaharsad-Dastgah (1946–1950) Post Doctor Mohamad Sedighi Delft University of Technology und Project Developer at Dura Vermeer The Hague Area, Netherlands, Prof. Dick van Gameren Dean of the Faculty of Architecture and the Built Environment of Delft University of Technology Netherlands
17. ↑  Grosswoheinheiten (VEB Verlag), Silvio Macetti N.K.
18. ↑  Gradow, G. A., Titel: Stadt und Lebensweise. Deutsche Bearbeitung: Gert Gibbels. Übersetzt von Karl Bergelt, VEB Verlag für Bauwesen.
19. ↑  Город и быт (перспективы развития системы и типов общественных зданий), Градов Георгий Александрович
20. ↑  Гео́ргий Алекса́ндрович Гра́дов (15 мая 1911, Ольвиополь — 13 августа 1984, горы Памир)
21. ↑  Bruno Flierl, Kritisch denken für Architektur und Gesellschaft Arbeitsbiografie und Werkdokumentation Seite 54

| Personendaten    | Personendaten                                                                       |
| ---------------- | ----------------------------------------------------------------------------------- |
| NAME             | Kianouri, Noureddin                                                                 |
| ALTERNATIVNAMEN  | Silvio Macetti                                                                      |
| KURZBESCHREIBUNG | iranischer Politiker, Generalsekretär der kommunistischen Tudeh-Partei, Stadtplaner |
| GEBURTSDATUM     | 1915                                                                                |
| GEBURTSORT       | Nūr                                                                                 |
| STERBEDATUM      | 5. November 1999                                                                    |
| STERBEORT        | Provinz Māzandarān                                                                  |